# 普拉斯通 (市级镇)
普拉斯通（羅馬化：Plastun）是俄罗斯滨海边疆区的市级镇，为捷尔涅伊区人口最多的聚居地。地处滨海边疆区东部沿海地区，东临日本海，在区行政中心捷尔涅伊镇西南、边疆区首府符拉迪沃斯托克（海参崴）东北方。附近的较大聚居地有达利涅戈尔斯克市。
该地2022年人口有4,634人；2010年人口5,350；2002年人口6,230；1989年人口5,957。